# Ласиньская культура
Ласиньская (балатонско-ласиньская) культура, или культура Балатон-Ласинья, — археологическая культура эпохи энеолита, существовавшая в период 3700—3200 годов до н. э. на территории современной северной Хорватии, Боснии и Герцеговины (Посавина), Словении, Австрии (в Каринтии, частично в Штирии). Больше всего находок, однако, сделано в Венгрии в окрестностях озера Балатон. Культура названа по эпонимному месту раскопок в города Ласиня в Карловацкой жупании.

## Возникновение и связи
Наибольшее влияние на ласиньскую культуру оказали предшествующие неолитические культуры: сопотская, лендьельская культура и культура Винча.
Рассматривается как наиболее ранняя стадия баденской культуры, предшествующая стадии Болераз.
С ласиньской культурой связана культура Ретц-Гаяри.

## Характеристика
Ласиньская культура содержит многие характеристики и традиции культур позднего неолита, поскольку она развивалась вдалеке от основных технологических центров медного века юго-восточной Европы. Ярким примером является отсутствие каких-либо металлических предметов в памятниках данной культуры на территории Хорватии. К энеолитическим данную культуру причисляют по признаку преобладания земледелия над скотоводством и связанный с этим образ жизни. 

## Палеогенетика
| Дата          | Могильник                                        | Гаплогруппы          |
| ------------- | ------------------------------------------------ | -------------------- |
| 4300–3900 BCE | Alsónyék, site 11                                | T2b                  |
| 4300–3900 BCE | Enese elkerülő, Kóny, Proletár-dülö, M85, Site 2 | K2a                  |
| 4300–3900 BCE | Keszthely-Fenékpuszta, Pusztaszentegyházi-dűlő   | J2b1a                |
| 4300–3900 BCE | Lánycsók, Csata-alja                             | T2f8a                |
| 4300–3900 BCE | Tolna-Mözs TO3                                   | T2c1d-a              |
| 4300–3900 BCE | Veszprém-Jutasi út                               | C1a2 (C-PH428) # H40 |

| Могильник                | Y-ДНК | Мт-ДНК |
| ------------------------ | --- | --- |
| Potočani (4200–4100 BCE) | - C1a2b (C-PH428, C-FTC345) - G2a2a1a2b1b (G-BY96398) - G2a2a1a3 (G-BY57083) - G2a2b2a1a1c3 (G-FTB82) - I2a1a1b1 (I-L1286, I-FT400000) - I2a2b (I-Z26399) | - H, H4a1, H5, H5b, H7, H13b1-a, H26, H42, HV-b - J1 - K1a1, K1a3a, K1a4a1, K1b1b1 - N1a1a1a2, N1a1a1a3, N1a1a1b - T1a2, T2b, T2b-a, T2b23, T2f - U2-a*, U5b1d1, U5b2c - X2b |